# Guilhermino de Oliveira
Guilhermino de Oliveira (Belo Horizonte, 8 de dezembro de 1907 — 5 de novembro de 1977) foi um advogado, médico e político brasileiro do estado de Minas Gerais.
Guilhermino de Oliveira foi prefeito municipal de Inhapim, no período de 1939 a 1946. Foi deputado estadual em Minas Gerais pelo PSD de 1947 a 1951.

Foi também deputado federal por Minas Gerais, por cinco legislaturas consecutivas, de 1951 a 1971, durante este período chegou a ser vice-líder do PSD na câmara. Em 1964, foi representante do Governo brasileiro em missão especial à França para esclarecer a deposição presidencial que ocorrera naquele ano. A partir de Outubro de 1968, tornou-se Ministro do TCU..
Embora tenha sido filiado somente ao PSD e à ARENA, Dr. Guilhermino era informalmente, como muitos outros, membro do partido Pica-Pau.
Em 3 de fevereiro de 1956 foi feito Comendador da portuguesa Ordem Militar de Cristo.